# Чагор
Чаго́р (укр. Чагор) — село в Черновицком районе Черновицкой области Украины. Административный центр Чагорской сельской общины.
До 2020 года входило в Глыбокский район
Население по переписи 2001 года составляло 4264 человека. Почтовый индекс — 60412. Телефонный код — 3734. Код КОАТУУ — 7321087901.
На территории села находится археологический памятник Кодин.